# Bactrocera psidii
Bactrocera psidii är en tvåvingeart som först beskrevs av Walter Wilson Froggatt 1899.  Bactrocera psidii ingår i släktet Bactrocera och familjen borrflugor. Inga underarter finns listade.